# Alive II
Alive II ist das 1977 erschienene zweite Livealbum der der US-amerikanischen Hard-Rock-Band Kiss. Es handelt sich um ein Doppelalbum, das zusätzlich zu den Liveaufnahmen fünf im Studio produzierte Titel enthält.

## Entstehungsgeschichte

### Einordnung in den musikalischen Hintergrund
Die musikalische Bandgeschichte kennt mehrere klar getrennte Phasen. Kiss hatten von 1974 bis 1977 mit Kiss, Hotter than Hell, Dressed to Kill, Destroyer, Rock and Roll Over und Love Gun sechs Studioalben aufgenommen, die vergleichsweise konstant und ohne größere Abweichungen ihren typischen Hard Rock aufwiesen. In diese Zeit fielen zwei äußerst erfolgreiche Livealben, nämlich 1975 Alive! und 1977 Alive II. Insbesondere Alive! machte die Band schlagartig einem großen Publikum bekannt. Alive II kann als Abschluss dieser ersten Phase gelten, da sich die Gruppe anschließend an der Entwicklung der Popmusik orientierte und mit dem nächsten gemeinsamen Studioalbum, Dynasty, dem Disco-Trend folgte.

### Entstehung und Ergebnis
Für das Album wurden zwei Konzerte der Love-Gun-Tournee im L.A. Forum in Los Angeles aufgenommen, die am 25. und 26. August 1977 stattfanden. Im Gegensatz zur heute üblichen Vorgehensweise, bei der alle Konzerte einer Tournee aufgezeichnet werden, wurden diese beiden Termine speziell für die Aufnahmen für das geplante Livealbum ausgewählt. Alle Titel wurden später im Studio nachbearbeitet, sogenannte Overdubs wurden aufgenommen. Peter Criss erklärte später in einem Interview mit Ken Sharp, dass die Titel Hard Luck Woman und Tomorrow and Tonite nicht von den Liveaufnahmen aus dem L.A. Forum stammen, sondern nachträglich im Studio aufgenommen und in die Liveaufnahmen eingefügt wurden.
Um keine Titel mit auf das Album zu nehmen, die schon auf der nur zwei Jahre zuvor erschienenen Platte Alive! enthalten waren, den Fans aber dennoch ein vollwertiges Doppelalbum bieten zu können, nahm die Gruppe in der zweiten Septemberhälfte 1977 noch fünf weitere Titel im Capitol Theatre in Passaic, New Jersey auf. Vier dieser Stücke waren neue Titel, der fünfte war eine Coverversion des Dave-Clark-Five-Hits Any Way You Want It.
Da Ace Frehley, wie schon bei den Aufnahmen zu Destroyer, wiederholt fehlte und nur an einem Song, dem von ihm und Sean Delaney geschriebenen Titel Rocket Ride aktiv mitwirkte, wurde er für die Aufnahmen zu Larger Than Life, Rockin’ in the USA und All American Man durch Bob Kulick, den älteren Bruder des späteren Kiss-Gitarristen Bruce Kulick, ersetzt. Allerdings spielte Frehley bei Rocket Ride zusätzlich den Bass, sodass außer ihm nur Paul Stanley und Peter Criss an den Aufnahmen zu diesem Titel beteiligt waren.
Das Doppelalbum wurde am 27. Oktober 1977 veröffentlicht. Neben dem damals für Doppelalben üblichen Klappcover war ein achtseitiges, vierfarbiges Booklet in Albumgröße mit zahlreichen Fotos enthalten, außerdem ein Bestellschein für Kiss-Werbeartikel und ein Bogen mit entfernbaren „Tattoos“ mit Kiss-Motiven. Der Plattenvertrag der Gruppe sah vor, dass spätestens sechs Monate nach dem letzten Studioalbum ein weiteres folgen müsste, anderenfalls hätte die Plattenfirma das Recht gehabt, ohne Beteiligung oder Zustimmung der Gruppe ein Best-of-Album zu veröffentlichen. Kiss schlugen daher Casablanca Records durch die Studioseite des Albums ein Schnippchen.
Die Produktionskosten für das Album beliefen sich auf rund 150.000 US-Dollar, während Kiss allein zwischen 1976 und 1978 ca. 17,7 Millionen US-Dollar nur durch Schallplattenverkäufe und Urheberrechtsabgaben einnahmen.

## Titelliste
Seite 1 (Liveaufnahmen)
1. 3:56 Detroit Rock City (Gesang: Paul Stanley; Text und Musik: Paul Stanley, Bob Ezrin)
2. 3:05 King of the Night Time World (Gesang: Paul Stanley; Text und Musik: Paul Stanley, Bob Ezrin, Marc Anthony, Kim Fowley)
3. 3:14 Ladies Room (Gesang: Gene Simmons; Text und Musik: Gene Simmons)
4. 3:13 Makin’ Love (Gesang: Paul Stanley; Text und Musik: Paul Stanley, Sean Delaney)
5. 3:40 Love Gun (Gesang: Paul Stanley; Text und Musik: Paul Stanley)

Seite 2 (Liveaufnahmen)
1. 3:35 Calling Dr. Love (Gesang: Gene Simmons; Text und Musik: Gene Simmons)
2. 2:45 Christine Sixteen (Gesang: Gene Simmons; Text und Musik: Gene Simmons)
3. 5:51 Shock Me (Gesang: Ace Frehley; Text und Musik: Ace Frehley)
4. 3:06 Hard Luck Woman (Gesang: Peter Criss; Text und Musik: Paul Stanley)
5. 3:25 Tomorrow and Tonight (Gesang: Paul Stanley; Text und Musik: Paul Stanley)

Seite 3 (Liveaufnahmen)
1. 3:35 I Stole Your Love (Gesang: Paul Stanley; Text und Musik: Paul Stanley)
2. 2:24 Beth (Gesang: Peter Criss; Text und Musik: Peter Criss, Stan Penridge, Bob Ezrin)
3. 5:16 God of Thunder (Gesang: Gene Simmons; Text und Musik: Paul Stanley)
4. 4:14 I Want You (Gesang: Paul Stanley; Text und Musik: Paul Stanley)
5. 3:39 Shout it out Loud (Gesang: Paul Stanley;Gene Simmons;[7] Text und Musik: Gene Simmons, Paul Stanley, Bob Ezrin)

Seite 4 (Studioaufnahmen)
1. 3:13 All American Man (Gesang: Paul Stanley; Text und Musik: Paul Stanley, Sean Delaney)
2. 2:36 Rockin’ in the USA (Gesang: Gene Simmons; Text und Musik: Gene Simmons)
3. 3:59 Larger Than Life (Gesang: Gene Simmons; Text und Musik: Gene Simmons)
4. 4:07 Rocket Ride (Gesang: Ace Frehley; Text und Musik: Ace Frehley, Sean Delaney)
5. 2:33 Any way you Want it (Gesang: Paul Stanley; Text und Musik: Dave Clark)

## Charts & Auszeichnungen
Das Album erreichte am 28. Januar 1978 Platz 7 der Billboard 200, es hielt sich 33 Wochen in den Charts. Die beiden veröffentlichten Singles erreichten Platz 54 (Shout it out Loud) bzw. Platz 39 (Rocket Ride) der Billboard Hot 100.
Alive II wurde in den USA erstmals am 28. November 1977 mit einer goldenen Schallplatte der RIAA ausgezeichnet, am selben Tag erhielt das Album Platin. Inzwischen ist Alive II mit Multi-Platin ausgezeichnet.
Im Jahr 2014 belegte das Album Platz 79 auf der Liste Die 100 besten Metal- und Hardrock-Alben aller Zeiten des Rolling Stone.